# Окада, Кэйсукэ
Кэйсукэ Окада (岡田啓介; 14 февраля 1868, Фукуи — 17 октября 1952, Токио) — японский военный и государственный деятель, премьер-министр Японии в 1934—1936 гг., виконт с 28 февраля 1925 г.

## Биография
Выпускник Военно-морского колледжа и Военно-морской академии. Служил на флоте во время японско-китайской (1894—1895) и русско-японской (1904—1905) войн. Получил звание адмирала в 1924 г. В 1927 г. Окада становится министром Военно-морского флота. В 1934 году при поддержке Гэнро Сайондзи становится премьер-министром Японии. В период правительства Окада борьба между «умеренными» и силами в руководстве армии, опиравшиеся на фашистские группировки, достигла своей кульминации.
26 февраля 1936 года начался националистический путч. Путчисты, ворвавшись в дом Окады, убили четырёх полицейских и полковника Дензо Мацуо, зятя Окады, приняв его за самого Окаду. Окада три дня просидел в чулане, а затем смешался с толпой плакальщиков, явившихся на похороны зятя, и ускользнул. Путч был подавлен, но Окаде пришлось уйти в отставку — уже было объявлено от имени императора о его смерти, а раз он оказался жив, то было заявлено, что он «обманул императора».
В последующий период Окада крупных государственных постов не занимал, но оставался дзюсином и сыграл видную роль в смещении кабинета Тодзио Хидэки в 1944 г.